# 杉本隆平
杉本 隆平（すぎもと りゅうへい）は、日本のアナウンサー。新日本放送→毎日放送（NJB→MBS）アナウンサー第1期生。

## 来歴・人物
慶應義塾大学法学部政治学科卒業。大学時代はラグビー部に所属していた。1951年、9月の開局を控えていたラジオ局・NJBへ入社。開局2日目（1951年9月2日）には日本の民間放送初のスポーツ中継となったアマチュア野球中継（ハワイ・レッドソックス対早稲田大学戦。甲子園球場）で実況を担当した。当初は、解説の中澤不二雄が一人で実況を兼ねていたが、苦情の電話が相次いだことから、4回表より杉本が実況を務め、中澤が要所でアドバイスをした。これにより、実況と解説のやり取りによるスポーツ中継スタイルが定着した。翌1952年1月には、日本の民放初の大相撲中継をラジオ東京（KR。のちのTBSラジオ）と共同制作するにあたり、杉本は実況の一人として担当。その後も、スポーツ実況のほか、娯楽番組の司会を務めた。

## 出演番組
※特記ない限り、ラジオの番組。
- プロ野球中継
- 大相撲中継
  - 『大相撲春場所実況』[5][6]（1952年1月12日 - 同26日[5][6]。NJBとKRの共同制作により、CBC・RKB含む4局ネットで放送[7]）では、同じくNJBの江本三千年とともに実況を担当した[5]。
- ボクシング中継
  - 1952年5月19日…世界フライ級タイトルマッチ ダド・マリノ対白井義男戦（ラジオ東京との共同制作であり、同局アナウンサーの小坂秀二とともに実況を担当[8]）[4]
- ラグビー中継
  - ラグビー実況 ケンブリッヂ対全関西学生（1953年9月9日 16:15 - 18:00、京都・西京極グラウンド）[9]
  - 早稲田大学VS同志社大学「OTVスポーツファンシートラグビー中継」（大阪テレビ放送[10]。1957年1月3日、14:30 - 16:10。花園ラグビー場より中継）[11]
- 全米オールスター・ゴルフ特集（テレビ。1959年10月13日・20日。1957年春のゲームからS・スニード対K・ミドルコフを取り上げたダイジェスト番組）※声の出演[12]
- 競馬中継[13]
- 近鉄パールクイズ（1953年8月 - 1955年10月。3代目司会者）
- アベック料理コンテスト（テレビ。初代司会者）

## 出演映画
- 怒れ!力道山（1956年10月31日公開）：アナウンサー役[1]
- 坊ちゃん大学（1957年9月1日公開）：アナウンサー役[1]
- 今は名もない男だが（1958年10月14日公開）：アナウンサー役[1]

## 参考資料
- 毎日放送50年史（2001年9月、毎日放送50年史編纂委員会事務局編・毎日放送発行）…国立国会図書館の所蔵情報
  - 資料編（CD-ROM）
- TBS50年史（2002年1月、東京放送編・発行）…国立国会図書館の所蔵情報
  - 資料編
  - 付録のDVD-ROM『ハイブリッド検索編』（PC対応）
    - 『TBSアナウンサーの動き』（ラジオ東京→TBSの歴代アナウンサーの記録を、同社の歴史とともにまとめた文書）全34ページ。
    - ラジオ番組データベース
- 朝日放送の50年（2000年3月31日、朝日放送発行）…国立国会図書館の書誌情報
  - III 資料集